# Dzitwa (agromiasteczko)
Dzitwa (biał. Дзітва, Dzitwa; ros. Дитва, Ditwa; hist. Kulbaki) – agromiasteczko na Białorusi, w obwodzie grodzieńskim, w rejonie lidzkim, w sielsowiecie Dzitwa.
Znajduje się tu kopalnia i zakład przetwórstwa torfu.

## Historia
W XIX i w początkach XX w. wieś i folwark Kulbaki położone były w Rosji, w guberni wileńskiej, w powiecie lidzkim.
W dwudziestoleciu międzywojennym leżały w Polsce, w województwie nowogródzkim, w powiecie lidzkim, w gminie Tarnowo/Białohruda. W 1921 wieś liczyła 242 mieszkańców, zamieszkałych w 42 budynkach. Kolonia zaś 86 mieszkańców, zamieszkałych w 13 budynkach. Mieszkańcami obu miejscowości byli wyłącznie Polacy wyznania rzymskokatolickiego.
Po II wojnie światowej w granicach Związku Sowieckiego. W 1970 wybudowano tu osiedle robotnicze dla pracowników zakładu przetwórstwa torfu, któremu nadano nową nazwę Dzitwa. Od 1991 w niepodległej Białorusi. Od 2006 agromiasteczko.
Współcześnie dawna kolonia (folwark) Kulbaki należy do wsi Bancewicze.